# Ceramica Flaminia/2010
Deze pagina geeft een overzicht van de Italiaanse Ceramica Flaminia wielerploeg in  2010.

## Renners
| Naam                 | Geboortedatum | Nationaliteit | Ploeg 2009                                      |
| -------------------- | ------------- | ------------- | ----------------------------------------------- |
| Santo Anzà           | 17-11-1980    | Italië        | ISD                                             |
| Filippo Baggio       | 05-06-1988    | Italië        | Neo                                             |
| Paolo Bailetti       | 15-07-1980    | Italië        | Footon-Servetto-Fuji                            |
| Donato Cannone       | 16-02-1982    | Italië        |                                                 |
| Giampaolo Caruso     | 15-08-1980    | Italië        | Tot 30/03 vanaf 01/04 Katjoesja                 |
| Luca Celli           | 23-02-1979    | Italië        | Serramenti PVC Diquigiovanni-Androni Giocattoli |
| Daniele Colli        | 19-04-1982    | Italië        | CarmioOro-A Style                               |
| Cristiano Fumagalli  | 28-07-1984    | Italië        |                                                 |
| Massimiliano Gentili | 16-09-1971    | Italië        |                                                 |
| Leonardo Giordani    | 27-05-1977    | Italië        |                                                 |
| Edoardo Girardi      | 22-10-1985    | Italië        | Amica Chips-Knauf                               |
| Fabrizio Lucciola    | 13-01-1986    | Italië        | Neo                                             |
| Alessandro Maserati  | 08-09-1979    | Italië        |                                                 |
| Andrea Noè           | 15-01-1969    | Italië        | Liquigas                                        |
| Riccardo Riccò       | 01-09-1983    | Italië        | Terug na schorsing                              |
| Enrico Rossi         | 05-05-1982    | Italië        |                                                 |

## Belangrijke overwinningen
| Wielerweek van Lombardije 4e etappe: Riccardo Riccò 6e etappe: Riccardo Riccò Ronde van Trentino 2e etappe: Riccardo Riccò Ronde van Oostenrijk 2e etappe: Riccardo Riccò 4e etappe: Riccardo Riccò Eindklassement: Riccardo Riccò |

2006 · 2007 · 2008 · 2009 · 2010